# Alois Mourek
Alois Mourek (21 settembre 1903 – 2 febbraio 1988) è stato un calciatore cecoslovacco, di ruolo centrocampista.

## Carriera

### Nazionale
Il 19 settembre 1937 esordisce contro l'Ungheria (8-3).